# 赫雷斯-德拉弗龙特拉主教座堂
赫雷斯-德拉弗龙特拉主教座堂（Catedral de Jerez de la Frontera）是罗马天主教赫雷斯-德拉弗龙特拉教区的主教座堂，位于西班牙南部安达卢西亚大区的赫雷斯-德拉弗龙特拉。1931年列为西班牙文化遗产。
该堂建于17世纪，结合了哥特式、巴洛克和新古典主义风格。1980年升格为主教座堂。

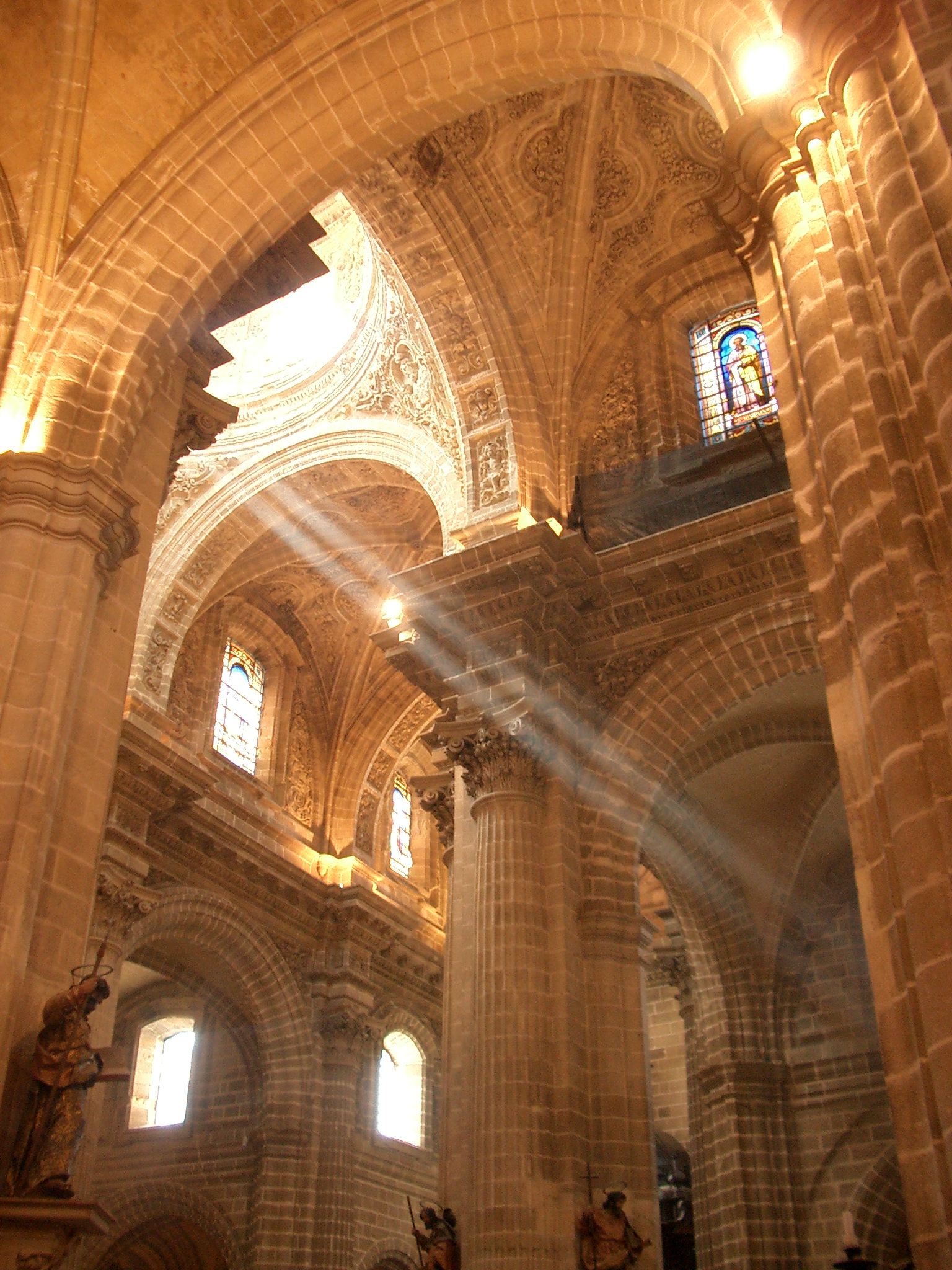
内部